# Chapada Guarani

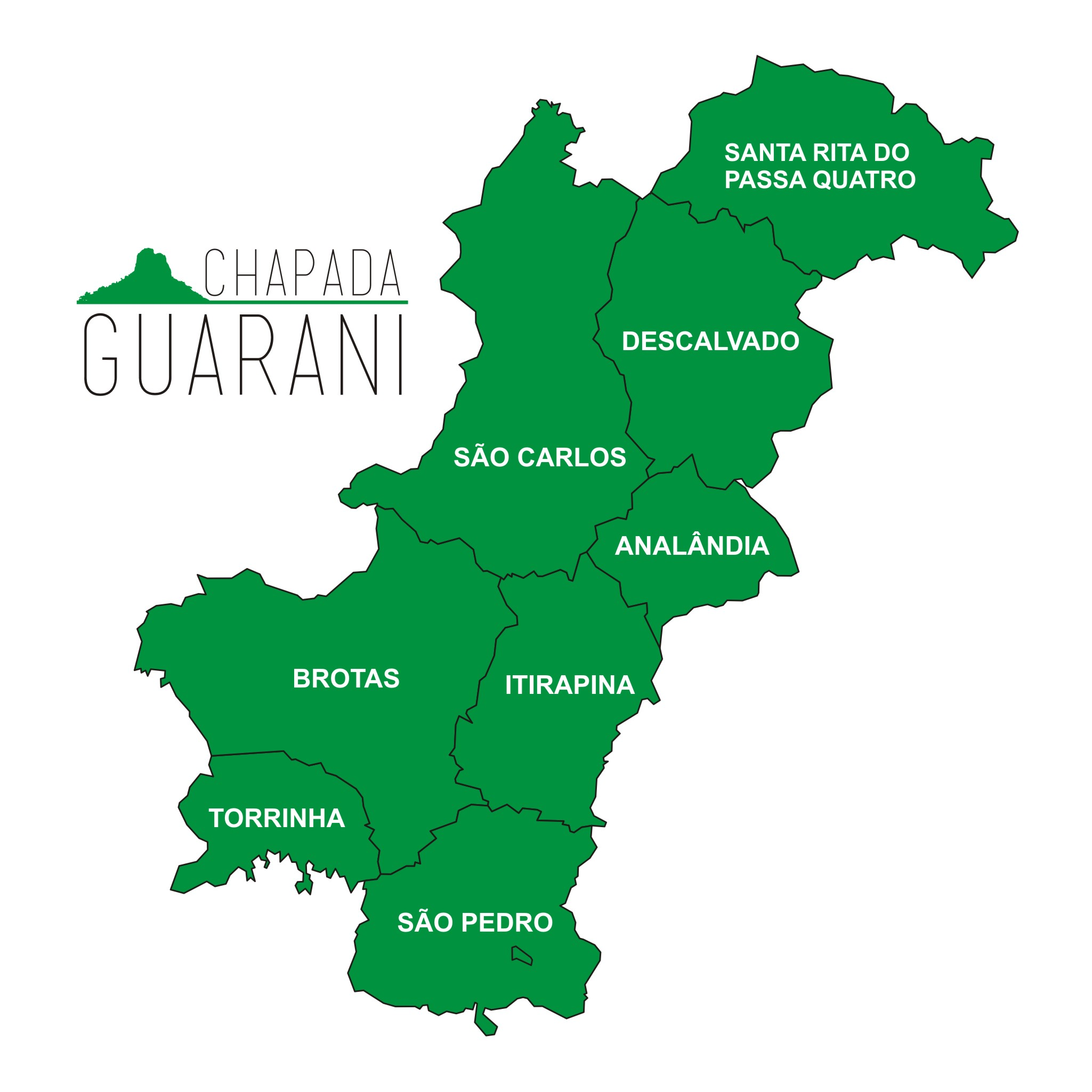
Mapa do Circuito Turístico da Chapada Guarani

Chapada Guarani é um circuito turístico paulista que localiza-se na região das cuestas basálticas do Estado de São Paulo, com formações típicas de Chapada, sob áreas de afloramento do Aquífero Guarani. A região da Chapada Guarani, compreende os Municípios de Santa Rita do Passa Quatro, São Carlos, Descalvado, Analândia, Itirapina, Brotas, Torrinha, São Pedro e Águas de São Pedro. Dentre eles (2) duas Estâncias Climáticas (Santa Rita do Passa Quatro e Analândia), (2) duas Estâncias Turísticas (São Pedro e Brotas), (1) uma Estância Hidromineral (Águas de São Pedro). Além das características turísticas, a região é um polo ambiental, técnológico e cultural importante do Estado. As cidades do circuito possuem importantes características geológicas e naturais. São inúmeros rios, cachoeiras e desníveis geográficos que estimulam a prática de esportes de aventura, ecoturismo e turismo rural.
No Sudoeste, o Planalto da Chapada Guarani se inicia após as cuestas da formação Botucatu, e o encontro dos rios Tietê e Piracicaba. Nessa região é possível contemplar toda a dimensão do Planalto aonde estão os Municípios e ver uma das formações mais icônicas da região, a Pedra de Torrinha.
Acessível por diversas importantes Rodovias como Anhanguera, Washington Luis, Marechal Rondon e cortado por importantes Rios como Mojiguaçu e Jacaré-Pepira o Circuito é um dos mais populosos e bem desenvolvidos polos turísticos do Estado de São Paulo.